# Estatut de Benicàssim
L'Estatut de Benicàssim és un projecte d'Estatut d'Autonomia per al País Valencià redactat el 1981 en què s'intentà dotar el poble valencià d'autonomia plena.
L'Estatut de Morella, elaborat per un grup de professors universitaris va sentar les bases per redactar un text definitiu de l'Estatut, i en abril de 1981 es va nomenar la ponència, però les fortes tensions entre la dreta i l'esquerra i el sorgiment del blaverisme n'impediren l'aprovació tal com s'havia redactat. El partit UCD va tindre en poc de temps una sèrie de pronunciaments auto-contradictoris respecte el text de l'estatut. Reconeixia el territori com a nacionalitat històrica, la denominació de País Valencià i la Senyera que diferia de l'actual per substituir l'actual corona per l'escut de la Generalitat. S'arribà a consensuar abans que el text fos aprovat a les Corts espanyoles, però el 1982 el text que s'aprovà a Madrid va ser l'Estatut d'autonomia de la Comunitat Valenciana, conegut com l'Estatut de Madrid, en què es modificava el nom del país pel de Comunitat Valenciana i la Senyera per la bandera coronada en blau de la ciutat de València.

## Cronologia de l'elaboració[4]
L'abril de 1981 el Plenari de Parlamentaris, òrgan de representació política previ a les Corts que va actuar durant l'etapa pre-autonòmica, encarrega la redacció de l’avantprojecte d’estatut d’autonomia a una comissió formada per 5 representats de les principals partits polítics amb representació a dit plenari: Antonio Palomares pel Partit Comunista del País Valencià (PCPV), Felip Guardiola i Joan Lerma pel Partit Socialista del País Valencià (PSPV-PSOE), i Luis Berenguer i José Ramon Pin per la Unió de Centre Democràtic (UCD).